# Bolków
Bolków é um município da Polônia, na voivodia da Baixa Silésia e no condado de Jawor. Estende-se por uma área de 7,68 km², com 5 001 habitantes, segundo os censos de 2018, com uma densidade de 651 hab/km².